# Alpha Sigma Phi

Alpha Sigma Phi:s Flagga.

Alpha Sigma Phi Fraternity (ΑΣΦ, ofta förkortad till Alpha Sig) är en social amerikansk manlig studentförening (på engelska fraternity vilket betyder brödraskap). Det är den elfte äldsta studentföreningen i USA och grundades 1845 vid Yale University. Alpha Sigma Phi har 67 aktiva "kapitel", "kolonier", och intressegrupper.
Studentföreningen har många traditioner. Deras Latinska motto är "Causa Latet Vis Est Notissima" och betyder "Orsaken är dold, resultaten välkända".
Brödraskapets officiella symbol är den mytologiska fågeln Fenix som reser sig ur askan av sin gamla kropp. Detta är tänkt att symbolisera organisationens återinstiftande 1907. Genom att aktivt sträva efter expansion fortsätter Alpha Sigma Phi att erbjuda över 2000 studenter och 40000 levande alumner tjänster och erbjudanden.